# Ordinal límit

Representació dels nombres ordinals fins a. Cada volta de l'espiral representa una potència de. Els ordinals límit són aquells que no són nuls i no tenen predecessors, com ara o.

En teoria de conjunts, un ordinal límit és un nombre ordinal que no és ni zero ni un ordinal successor. Alternativament, un ordinal {\displaystyle \lambda } és un ordinal límit si hi ha un ordinal menor que {\displaystyle \lambda }, i si {\displaystyle \beta } és un ordinal menor que {\displaystyle \lambda }, llavors existeix un ordinal {\displaystyle \gamma } tal que {\displaystyle \beta <\gamma <\lambda }. Cada nombre ordinal és o bé zero, o bé un ordinal successor o bé un ordinal límit.
Per exemple, l'ordinal límit més petit és {\displaystyle \omega }, l'ordinal més petit més gran que qualsevol nombre natural. Aquest és un ordinal límit perquè per a qualsevol ordinal més petit (és a dir, per a qualsevol nombre natural) {\displaystyle n} podem trobar un altre nombre natural més gran que ell (p. ex. {\displaystyle n+1}), però menor que {\displaystyle \omega }. L'ordinal límit més petit següent és {\displaystyle \omega +\omega }.
Utilitzant la definició d'ordinals de von Neumann, tot ordinal és el conjunt ben ordenat de tots els ordinals més petits. La unió d'un conjunt no buit d'ordinals que no té un element més gran és llavors sempre un ordinal límit. Utilitzant l'assignació cardinal de von Neumann, cada nombre cardinal infinit també és un ordinal límit.

## Definicions alternatives
Altres maneres de definir els ordinals límit són:
- És igual al suprem de tots els ordinals més petits, però no és zero. (Compareu amb un ordinal successor: el conjunt d'ordinals més petits té un màxim, de manera que el suprem és aquest màxim, l'ordinal anterior.)
- No és zero i no té cap element màxim.
- Es pot escriurecom {\displaystyle \omega \alpha } per a {\displaystyle \alpha >0}. És a dir, en la forma normal de Cantor no hi ha un nombre finit com a darrer terme, i l'ordinal és diferent de zero.
- És un punt límit de la classe dels nombres ordinals, respecte a la topologia de l'ordre. (Els altres ordinals són punts aïllats.)

Hi ha certa controvèrsia sobre si s'ha de classificar o no {\displaystyle 0} com a ordinal límit, ja que no té un predecessor immediat; alguns llibres de text inclouen {\displaystyle 0} a la classe dels ordinals límit mentre que d'altres l'exclouen.

## Exemples
Com que la classe de nombres ordinals està ben ordenada, hi ha un ordinal límit infinit més petit; denotada per {\displaystyle \omega } (omega). L'ordinal {\displaystyle \omega } és també l'ordinal infinit més petit, ja que és la mínima cota superior dels nombres naturals. Per tant, {\displaystyle \omega } representa el tipus d'ordre dels nombres naturals. L'ordinal límit següent és {\displaystyle \omega +\omega =\omega \cdot 2}, que es generalitza a {\displaystyle \omega \cdot n} per a qualsevol nombre natural {\displaystyle n}. Prenent la unió (l'operació suprem en qualsevol conjunt d'ordinals) de tots els {\displaystyle \omega \cdot n}, obtenim {\displaystyle \omega \cdot \omega =\omega ^{2}}, que es generalitza a {\displaystyle \omega ^{n}} per a qualsevol nombre natural {\displaystyle n}. Aquest procés es pot iterar de la següent manera per produir:
{\displaystyle \omega ^{3},\omega ^{4},\ldots ,\omega ^{\omega },\omega ^{\omega ^{\omega }},\ldots ,\varepsilon _{0}=\omega ^{\omega ^{\omega ^{~\cdot ^{~\cdot ^{~\cdot }}}}},\ldots }
En general, totes aquestes definicions recursives mitjançant multiplicació, exponenciació, exponenciació repetida, etc. produeixen ordinals límit. Tots els ordinals comentats fins ara són encara ordinals numerables. Tanmateix, no hi ha cap esquema recursivament enumerable per anomenar sistemàticament tots els ordinals més petits que l'ordinal de Church–Kleene, que és un ordinal numerable.
Més enllà dels ordinals numerables, el primer ordinal no numerable s'acostuma a denotar {\displaystyle \omega _{1}}. També és un ordinal límit.
D'aquesta manera es poden obtenir els següents ordinals (els quals augmenten en cardinalitat):
{\displaystyle \omega _{2},\omega _{3},\ldots ,\omega _{\omega },\omega _{\omega +1},\ldots ,\omega _{\omega _{\omega }},\ldots }
En general, sempre obtenim un ordinal límit quan prenem la unió d'un conjunt no buit d'ordinals que no té cap element màxim.
Els ordinals de la forma {\displaystyle \omega ^{2}\alpha }, per a {\displaystyle \alpha >0}, són límits de límits, etc.

## Propietats
Les classes d'ordinals successors i d'ordinals límit (de diverses cofinalitats) així com el zero esgoten tota la classe d'ordinals, de manera que aquests casos s'utilitzen sovint en demostracions per inducció transfinita o definicions per recursivitat transfinita. Els ordinals límit representen una mena de "punt d'inflexió" en aquests procediments, en els quals s'ha d'utilitzar operacions limitadores com ara prendre la unió respecte tots els ordinals precedents. En principi, es podria utilitzar qualsevol altra operació als ordinals límit, però prendre la unió és una operació contínua en la topologia de l'ordre i això sol ser desitjable.
Si fem servir l'assignació de cardinals de von Neumann, cada nombre cardinal infinit és a la vegada un ordinal límit (i aquesta és una observació molt adequada, ja que cardinal deriva del llatí cardo que significa frontissa o punt d'inflexió): aquest fet es demostra simplement observant que cada ordinal successor infinit és equipotent a un ordinal límit mitjançant l'argument de l'Hotel Infinit.
Els números cardinals tenen la seva pròpia noció de successor i límit.

## Ordinals indecomposables
Additivament indecomposables
Un ordinal límit {\displaystyle \alpha } s'anomena additivament indecomposable si no es pot expressar com la suma dels ordinals {\displaystyle \beta } inferiors a {\displaystyle \alpha }. Aquests nombres són qualsevol ordinal de la forma {\displaystyle \omega ^{\gamma }} per un ordinal {\displaystyle \gamma }. El més petit es denota {\displaystyle \gamma _{0}}, el segon {\displaystyle \gamma _{1}}, etc.
Multiplicativament indecomposables
Un ordinal límit {\displaystyle \alpha } s'anomena multiplicativament indecomposable si no es pot expressar com el producte dels ordinals {\displaystyle \beta } inferiors a {\displaystyle \alpha }. Aquests nombres són qualsevol ordinal de la forma {\displaystyle \omega ^{\omega ^{\gamma }}} per un ordinal {\displaystyle \gamma }. El més petit es denota {\displaystyle \delta _{0}}, el segon {\displaystyle \delta _{1}}, etc.
Exponencialment indecomposables i més enllà
Més enllà dels ordinals multiplicativament indecomposables trobem els ordinals "exponencialment indecomposables", que s'anomenen nombres èpsilons, els ordinals "tetracionalment indecomposables", que s'anomenen nombres zeta, els ordinals "pentacionalment indecomposables" que s'anomenen nombres eta, etc.